# 阿米代尔
阿米代尔（Armidale）是澳大利亚新南威尔士州的一座內陸城市，地理上為處悉尼與布里斯本之間，在新南威尔士州東北方的北部高原之上，海拔970至1110米，人口约2.5万人，新英格兰大学位于该城。

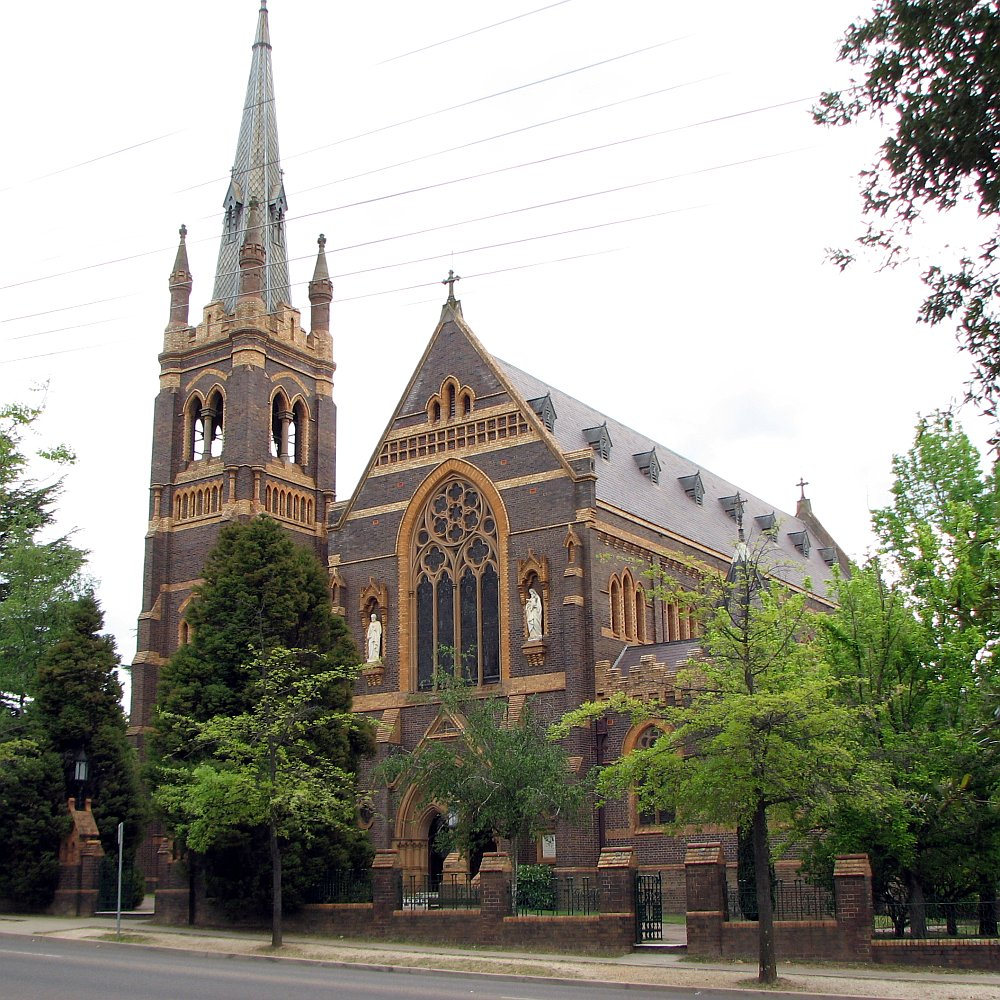
The Catholic Cathedral of St Mary and St Joseph, Armidale